# Germán Agramuntell y Morodo
Germán Agramuntell y Morodo   (la Corunya, Abans de 1850 - la Corunya, 4 de juny de 1879) va ser un pintor gallec.
Va néixer a La Corunya cap a mitjan segle xix. Va ser deixeble de l'Escola de Belles Arts de la Corunya. Essent exalumne, el 1863 en va ser nomenat professor auxiliar de la càtedra de dibuix de figura i adorn el 1863, càrrec que va ocupar fins a la seva mort el 4 de juny de 1879. Considerat pintor d'història, segons Ossorio va conrear de manera notable el paisatge, el dibuix decoratiu i el retrat, del qual va presentar algunes mostres destacades a l'Exposició regional celebrada a Santiago de Compostel·la el 1875, on va concórrer amb dos retrats a l'oli i sis obres de grans dimensions dibuixades a llapis, que van rebre bones crítiques. La seva mort prematura va ser a causa d'una llarga malaltia.